# Медведев, Николай Павлович
Никола́й Па́влович Медве́дев (род. 26 ноября 1952, Анаево, Мордовская АССР) — российский политолог и политический деятель, доктор политических наук (2000), профессор РУДН и РАНХиГС. Депутат Государственной Думы второго созыва (1995—1999).

## Биография
Окончил Мордовский государственный педагогический институт по специальности «педагог, учитель физики» (1973) и Мордовский государственный университет по специальности «экономист» (1987, заочно). Слушатель Высшей комсомольской школы (Институт молодежи) в Москве (1977—1979). Был секретарём парткома Саранского приборостроительного завода.
С 18 марта 1990 до 24 сентября 1993 года избирался народным депутатом РСФСР, членом Верховного Совета РСФСР и его Президиума, председателем комиссии по национально-государственному устройству и межнациональным отношениям Совета Национальностей Верховного Совета РСФСР.
В 1993 году защитил диссертацию на соискание учёной степени кандидата политических наук («Предмет и функции национальной политики»), в 2000 году — докторскую диссертацию «Политический консенсус в условиях российского федерализма». Обе диссертации подготовлены в секторе политических исследований Института государства и права РАН.
Начальник Управления по работе с территориями, представителями Президента и связям с парламентом Администрации Президента РФ (1993—1994). До избрания в Госдуму был заместителем министра Российской Федерации по сотрудничеству с государствами-участниками СНГ. Работал директором Московского института региональной политики.
Депутат Государственной Думы от одномандатного избирательного округа № 19 (Республика Мордовия). Выдвинут избирателями. На выборах получил 146 502 голоса. Член Комитета по делам Федерации и региональной политике. С 16 января 1996 по 5 февраля 1999 года — член депутатской группы «Российские регионы», с 6 февраля 1999 — член фракции общественного объединения «ЯБЛОКО»
Один из разработчиков современной концепции территориально-политического устройства России, Федеративного договора, третьей главы Конституции России «Федеративное устройство». Руководитель ряда парламентских и правительственных комиссий по урегулированию Грузино-Абхазского, Юго-Осетинского, Чеченского и Приднестровского конфликтов.
С 2000 года — профессор кафедры политических наук (позднее — кафедры политического анализа и управления) РУДН, президент Национального Союза политологов, с 2011 года — главный редактор научного журнала «Вопросы политологии». В рамках научной школы Н. П. Медведева защищены две докторские диссертации и 25 кандидатских диссертаций.
Автор более 150 научных публикаций по проблемам федеративных и этнонациональных отношений, в том числе учебника «Политическая регионалистика» (2005), учебного пособия «Этнополитическая конфликтология» (2007), монографий «Межнациональные отношения и политическая стабильность» (1992), «Национальная политика России: от унитаризма к федерализму» (1993), «Национальное самоопределение или „этнические чистки“» (1994), «Политический консенсус: теория и практика» (1999), «Субъект Российской Федерации в условиях государственно-правовых реформ» (2006), «Политическая Россия: от централизации к бюрократизации» (2010). Является членом диссертационных советов по политическим наукам в МГУ им. М. В. Ломоносова, Российской академии государственной службы при Президенте РФ и Российском университете дружбы народов.